# Imiona semickie
Imiona semickie – imiona wywodzą się z tradycji abrahamicznych, pochodzą z języka hebrajskiego, aramejskiego lub arabskiego. Ich najbogatszym źródłem są Biblia i Koran.
Wiele z imion biblijnych i koranicznych posiadało (i posiada nadal) wielkie znaczenie dla noszących je osób – chrześcijan, muzułmanów i żydów. Wedle Biblii niektóre imiona były nadane osobiście przez Boga (np. Abraham, Izrael, Jezus, Sara).
Imiona hebrajskie i aramejskie, ponieważ stanowią większość imion biblijnych, są bardzo rozpowszechnione w krajach chrześcijańskich, także w Polsce (np. Anna, Maria, Józef, Szymon). Szczególną popularnością cieszą się wśród protestantów (zwłaszcza purytanów), w niektórych okresach były to jedyne dozwolone imiona, np. w 1546 roku w Genewie pod władzą Jana Kalwina zabroniono odpowiednim dekretem nadawać imiona inne niż biblijne. W krajach rzymskokatolickich sobór w Trydencie, który odbył się w 1563 roku zalecał nadawanie dzieciom imion należących do świętych.